# Ann Packer
Ann Elizabeth Packer, po mężu Brightwell (ur. 8 marca 1942 w Moulsford w hrabstwie Oxfordshire) – brytyjska lekkoatletka specjalizująca się w biegach sprinterskich i średniodystansowych, dwukrotna medalistka igrzysk olimpijskich z 1964 r. z Tokio: złota w biegu na 800 metrów oraz srebrna w biegu na 400 metrów.
Żona Robbiego Brightwella. W 1969 r. za swoje osiągnięcia odznaczona została Orderem Imperium Brytyjskiego. 

## Finały olimpijskie
- 1964 – Tokio, bieg na 800 metrów – złoty medal
- 1964 – Tokio, bieg na 400 metrów – srebrny medal

## Inne osiągnięcia
- rekord świata w biegu na 800 m – 2:01,1 – od 20/10/1964 do 28/06/1967
- 1962 – Belgrad, mistrzostwa Europy – brązowy medal w sztafecie 4 × 100 metrów
- 1962 – Perth, igrzyska Imperium Brytyjskiego i Wspólnoty Brytyjskiej – srebrny medal w sztafecie 4 × 110 yardów

## Rekordy życiowe
- bieg na 200 metrów – 23,8 – 1964
- bieg na 400 metrów – 52,20 – 1964
- bieg na 800 metrów – 2:01,1 – 1964